# Acacia brachystachya
Acacia brachystachya — вид квіткових рослин з родини бобових. Ареал: Австралія (Новий Південний Уельс, Північна територія, Квінсленд, Південна Австралія, Західна Австралія).

## Екологія
Зазвичай зустрічається на піщаних ґрунтах поблизу Acacia aneura та на піщаних ґрунтах між дюнами. Крім того, у східній частині ареалу зустрічається на неглибоких кам'янистих ґрунтах.

## Морфологічний опис
Acacia brachystachya росте як високий кущ до п'яти метрів із закрученими, розлогими стеблами, розгалуженими біля основи. Філодії можуть досягати 18 сантиметрів у довжину, переважно від одного до трьох міліметрів у ширину та сіро-зеленого кольору. Квіти жовті, зібрані в циліндричні китиці близько двох сантиметрів завдовжки. Стручки довгі та прямі, до 12 сантиметрів у довжину та 8 міліметрів у поперечнику.